# 东北银行旧址
东北银行旧址位于今黑龙江省佳木斯市前进区中山街131号。
建筑始建于1932年，由吉林永衡官银号分号兴建。同年，吉林永衡官银号组建满洲中央银行，逐称满洲中央银行佳木斯吉字支行。1933年5月，改称满洲中央银行佳木斯支行。1945年5月，苏联红军第六三二步兵团进驻佳木斯后，为苏军驻佳木斯司令部驻地。后为合江省银行所在。1946年，东北银行迁至佳木斯时，成为东北银行总部。2014年时，佳木斯市人民政府批准列为佳木斯市文物保护单位。2016年时，为中国工商银行佳木斯支行营业厅所在。